# Zeek
Zeek — система аналізу трафіку і виявлення мережевих вторгнень.
Програма раніше поширювалася під ім'ям Bro, але була перейменована, бо ім'я Bro асоціювалося з однойменної маргінальної субкультурою, а не як задуманий авторами натяк на "великого брата" з роману Джорджа Орвелла "1984".
Код системи написаний на мові С++ і поширюється під ліцензією BSD.

## Огляд
Zeek є платформою для аналізу трафіку, орієнтованою в першу чергу на відстеження подій, пов'язаних з безпекою, але не обмежується цим застосуванням. Надаються модулі для аналізу і розбору різних мережевих протоколів програм, що враховують стан з'єднань і дозволяють формувати детальний журнал (архів) мережевої активності. Надається предметно-орієнтована мова для написання сценаріїв моніторингу і виявлення аномалій з урахуванням специфіки конкретних інфраструктур. Система оптимізована для використання в мережах з великою пропускною здатністю. Надається API для інтеграції зі сторонніми інформаційними системами та програмами передачі даних в режимі реального часу.
Zeek націлений на мережі з високошвидкісним підключенням для сканування великих обсягів даних. Розумно використовуючи техніку фільтрації пакетів, Zeek здатний досягти необхідної продуктивності на будь-якому комп'ютері. Якщо Zeek виявляє щось «цікаве», він може бути проінструктований для збору і відправлення логів, проінформувати оператора в режимі реального часу або виконати будь-яку команду, наприклад, скинути підозріле підключення.
Zeek має за мету використання в мережах, де необхідна гнучкість і високий ступінь налаштовуваності системи. Спочатку програма була розроблена як дослідницька платформа для дослідження вторгнень і аналізу даних. Вона не призначена для використання «з коробки». Системою повинні користуватися Unix фахівці з великим багажем знань по мережам.

## Виноски
1. ↑  Releases - zeek/zeek. Архів оригіналу за 19 січня 2021. Процитовано 23 вересня 2019 — через GitHub.